# ウイント
ウイント（WINT）は、東京都新宿区にある芸能事務所である。
少人数だが「枠にとらわれないマネージメント」をモットーとし、映画、テレビ、舞台、イベントなど多様なジャンルで活躍できる個性を高めた人材を目指すとしている。
会社のロゴには、世界やステージをイメージした枠囲みの中に「W」、「I」、「N」を配置しており、常に新しいステージに入り込み(IN)、勝利（WIN)を追求する挑戦や成長を続けるというメッセージが込められている。

## 沿革
前身のモデル事務所「ウイント」はオスカープロモーションにて専務を長年務めていた人物が1991年4月に立ち上げ、爽健美茶CM、VOGUE JAPAN、パリコレなどで活躍した未希や、ワンギャルとして活躍したアリーネなど、多数の赤文字系雑誌専属、水着やビールのキャンペーンガールなどを輩出した。
2005年、前代表の引退を機に事務所名を株式会社ウイントアーツに変更し、新体制で俳優やアスリートのマネージメントも開始し、モデル・タレント・アーティスト・アスリートのトータルプロデュースを行っている。
2023年9月9日、社名を株式会社ウイントアーツから株式会社ウイントへ変更。また、所属タレントの和合真一が執行役員へ就任した。

## 所属芸能人
- 伊勢大貴
- 片山萌美
- 和合真一
- 藤白レイミ
- 高岡保成
- 翔野葵
- 湊竜也
- 柊木智貴
- 森山未唯
- 北沢蘭
- 武田大侍
- 長谷美里
- 桜樹楓
- 清水大生
- 永井毬絵
- 下川友子（業務提携）
- 岡平健治（業務提携）
- 大谷美子（業務提携）
- 鷲見友美ジェナ（業務提携）
- 吉田明加（業務提携）

### アスリート
- 吉村祥子

### 文化人
- 川井春水

## 過去に所属していたタレント・俳優
- いしだ壱成（業務提携）
- 池田カトリーナ
- 森脇ゆか
- KENROKU
- 渕上正人
- 大西宏典
- 葉山スミレ
- 南綾
- 佐々倉彩乃
- 高橋直人（マッチョ29）
- 井上颯
- 向優貴
- 高本広貴（高本ひろき）
- 木下晴貴
- 渡辺広明
- 猪原古都
- 結木ことは
- 岩佐祐樹
- 塙さより
- 大本泰駕
- 大滝樹
- 橋本悟志
- 樹乃
- 新藤遼
- 博田龍惟
- 鈴木翔陽
- 橘芳奈